# Theridion convexisternum
Theridion convexisternum là một loài nhện trong họ Theridiidae.
Loài này thuộc chi Theridion. Theridion convexisternum được Lodovico di Caporiacco miêu tả năm 1949.